# Brda (Region in Montenegro)
Die Brda  (montenegrinisch- und serbisch-kyrillisch Брда) ist eine historische Region im heutigen Montenegro. Die Region befindet sich im Osten des Landes, genauer im Südosten der Dinarischen Gebirgskette.